# Насильственная преступность
Насильственная преступность — одна из составных частей общей структуры преступности, в которую входят деяния, связанные с физическим и психическим насилием над личностью или угрозой его применения. Насильственная преступность может пониматься в широком смысле — при этом в неё включаются все деяния, в которых насилие выступает способом посягательства, и в узком смысле — только те деяния, в которых насилие составляет один из элементов преступной мотивации.

## Понятие криминального насилия
В «Толковом словаре русского языка» Д. Н. Ушакова насилие определяется как: 1) применение физической силы к кому-нибудь; 2) применение силы, принудительное воздействие на кого-нибудь, что-нибудь; 3) притеснение, злоупотребление властью, беззаконное применение силы.
Не любое насилие является предметом рассмотрения криминологов, а лишь то, которое связано с нарушением норм уголовного законодательства (криминальное насилие). Выделяют два вида такого насилия:
- Физическое насилие — причинение соматического, телесного вреда человеку, вплоть до лишения его жизни.
- Психическое насилие — причинение психического, морального вреда: угрозы, оскорбления, клевета, шантаж, все виды принуждения и ограничения свободы человека; также некоторые виды обмана, психопрограммирования и экономические методы.

Наказуемым может являться не только само насилие, но и призывы к нему. Кроме того, насилие может выступать не только как способ совершения преступления, но и как сила, обеспечивающая создание и устойчивость организованных преступных формирований.

## Типология насильственных преступлений
Ю. М. Антонян предлагает несколько оснований классификации преступного насилия. Во-первых, он предлагает делить акты насилия по сферам общественной жизни, которыми они порождаются и в которых существуют. По этому критерию можно выделить:
- Бытовое насилие, в том числе связанное с семейными отношениями и совместной трудовой деятельностью.
- Насилие в общественных местах: на улицах, в парках, дворах.
- Насилие в закрытых и полузакрытых сообществах: в армии, местах лишения свободы; в эту группу включаются случаи, когда акты насилия совершаются одними представителями контингента этих сообществ против других представителей.
- Репрессивное насилие со стороны представителей государства и его органов, в том числе связанное с национальной и расовой дискриминацией.
- Насилие, связанное с нарушением права вооружённых конфликтов (международного гуманитарного права): в отношении мирного населения, военнопленных.
- Насилие в ходе межнациональных, религиозных и иных подобных конфликтов.
- Насилие, связанное с борьбой за власть.

Во-вторых, он предлагает делить насилие по уровням: выделяется насилие на государственном и межгосударственном уровне; на уровне отдельных крупных групп общества; на уровне малых социальных групп и отдельных личностей. Исходя из этого, в зависимости от субъекта и объекта насилия можно выделить горизонтальную и вертикальную его разновидность: первое осуществляется в отсутствие фактических или формальных отношений власти и подчинения между субъектом или объектом, второе — при их наличии.

## Насильственная преступность и насильственные преступления
Насилие является основным или вспомогательным способом совершения очень многих преступлений. В разных странах мира используются различные группировки преступлений:
- В США на федеральном уровне в Статистических ежегодниках о преступности в США учитываются следующие разновидности насильственных преступлений: умышленное убийство, изнасилование, грабёж (роббери, англ. robbery), нападение при отягчающих обстоятельствах (англ. aggravated assault).
- В ФРГ в сборниках криминальной статистики (нем. Polizeilche kriminalstatistik) в число насильственных преступлений включаются умышленные убийства, изнасилование, разбой, телесные повреждения, опасные увечья, отравления, захват заложников и вымогательство, связанное с похищением людей.
- В статистических бюллетенях Англии и Уэльса (англ. Notifiable Offences Recorded by Police in England and Wales) в число «насильственных посягательств» включаются все виды преступлений против личности, включая, например, незаконный аборт; половых преступлений (в том числе сводничество и двоежёнство) и грабежей.
- В Швеции в статистических сборниках (швед. rattsstatistik arsbok) отдельной группы насильственных преступлений не выделяется, однако в научных исследованиях к ним относятся все виды убийств, в том числе неумышленные, и нападений (в том числе с целью изъятия имущества). Не относятся к числу насильственных половые преступления.
- Во Франции, Японии и России (а ранее в СССР) в статистических сборниках отдельная категория «насильственные преступления» отсутствует, а в теории имеют место разные группировки.

Ввиду этого при анализе насильственной преступности обычно обращаются не ко всем видам преступлений, связанных с насилием, а только к наиболее опасным из них, которые к тому же наказуемы законодательством большинства государств мира, что даёт возможность сопоставления криминальной ситуации не только в пределах территории одного государства, но и во всём мире.
К числу таких наиболее опасных и распространённых насильственных преступлений можно отнести убийства, тяжкие телесные повреждения, изнасилования и хулиганство.

## Краткая характеристика отдельных видов насильственных преступлений
Удельный вес традиционных видов насильственной преступности в её общей структуре довольно мал (по различным оценкам от 1 до 5 %). Тем не менее, именно к наиболее тяжким насильственным преступлениям приковано внимание общества, именно исходя из показателей числа убийств, изнасилований, случаев хулиганства обществом оценивается эффективность работы правоохранительных органов.

### Убийства
Убийство является одним из наиболее древних и опасных видов противоправных деяний, известных человечеству. Убийство считается преступлением во всех правовых системах, хотя, разумеется, определённые отличия в понимании того, что следует считать убийством, а что нет, всё же имеются.

Число убийств на 100 000 жителей в 2004 году.

Абсолютное число убийств во всём мире составило в 2000 году, по оценкам, более 500 000. Относительные показатели числа убийств в разных странах существенно отличаются. В большинстве развитых стран совершается 1—4 убийства на 100 000 человек населения; самые низкие показатели наблюдаются в Японии, Ирландии и Исландии (около 0,5); выше среднего этот показатель в США (5,5). В России в 2009 году было совершено 17 681 убийство, что соответствует уровню 12,5 на 100 000 населения. В развивающихся странах уровень убийств ещё выше, он может достигать 40—50 на 100 000 населения или даже более высоких значений.
Помимо распространённости насилия в обществе, показатели числа убийств зависят от многих факторов, в частности, от доступности и качества медицинской помощи, уменьшающего насильственную смертность

### Изнасилования
Наиболее распространённым среди половых преступлений, связанных с насилием, является изнасилование. Его опасность заключается в том, что жертве причиняются как физические, так и моральные страдания, изнасилование зачастую связано с длящимися тяжкими последствиями, включая заражение венерическими заболеваниями, психические расстройства и даже самоубийство потерпевшей.

Показатели числа изнасилований по странам в 2002 году

8-й Обзор тенденций преступности, представленный ООН, указывает, что в 2001 и 2002 годах в мире ежегодно регистрировалось более 250 000 изнасилований. Характеризуя показатели изнасилований, следует отметить, что общей для всех стран является высокая латентность изнасилований. Даже в странах с высокоразвитой правоохранительной системой 80 и более процентов изнасилований оказываются скрытыми от органов правопорядка. В России в 2009 году было зарегистрировано 8085 изнасилований и покушений на изнасилование, что соответствует уровню 5,6 случаев на 100 000 населения, однако по данным криминологических исследований жертвами оконченных изнасилований становятся 11—15 % женщин (каждая седьмая), а покушений на изнасилования — 17—20 % (каждая пятая).
Следует отметить также различия в определении понятия «изнасилование» в различных странах: в зависимости от юрисдикции понятие изнасилования может сужаться или расширяться, включая или исключая иные действия сексуального характера помимо полового акта, действия, совершённые без применения собственно насилия, но с использованием беспомощного состояния потерпевшей и т. д.

### Хулиганство
Под хулиганством понимается грубое нарушение общественного порядка, выражающее неуважение к обществу. Хулиганство, как правило, содержит в себе элементы насилия, если не физического, то психического: целью хулигана является надругательство, оскорбление, грубое издевательство над людьми; он стремится таким образом показать своё превосходство над окружающими, самоутвердиться.
Проблема хулиганства зачастую воспринимается в обществе как не слишком серьёзная, хулиганские действия считаются гражданами и органами правопорядка недостаточно существенными для применения строгих мер правового воздействия, в том числе уголовно-правовых. Меж тем хулиганство обладает не меньшей опасностью, чем другие насильственные преступления. С. С. Овчинский указывает, что фактическая безнаказанность хулиганов приводит к росту их агрессивности, увеличению тяжести причиняемого вреда и в конечном счёте к совершению тяжких насильственных преступлений: убийств, изнасилований, причинения тяжкого вреда здоровью.

## Личность насильственного преступника
Хотя общие характеристики личности преступника относятся и к насильственным преступникам, их личность имеет свои особенности. Так, преступления, связанные с насилием, реже совершаются женщинами: мужчин среди насильственных преступников около 90 %. Женщины обычно прибегают к насилию на бытовой почве, особенно в связи с аморальным и противоправным поведением жертвы — как правило, супруга или сожителя. Возраст насильственного преступника, как правило, достаточно молодой — до 40 лет. При этом преступления, связанные с лишением жертвы жизни и причинением вреда здоровью чаще совершаются лицами в возрасте 25—29 лет, а изнасилования — лицами моложе 25 лет.
Образовательный и социальный уровень насильственных преступников ниже, чем у остальных категорий преступников и населения в целом. Как правило, эти лица имеют относительно невысокую квалификацию, работают на малооплачиваемой работе или вообще не работают.
Среди насильственных преступников много рецидивистов, в том числе ранее совершавших менее тяжкие преступления против личности и общественного порядка. Кроме того, зачастую у лиц, совершающих насильственные преступления, «за плечами» имеется большой багаж аморальных поступков и правонарушений: систематическое злоупотребление спиртными напитками, хулиганство и т. д.
Насильственным преступникам свойственны нарушения социальной идентификации и адаптации, десоциализированность. Они слабо воспринимают навязываемые обществом нормы поведения, вместо этого оценивая ситуацию исходя из личных представлений и желаний. Наблюдается также примитивность потребностей, эгоцентризм и импульсивное стремление к реализации желаний и потребностей, не сдерживаемое механизмами самоконтроля. Нарушения социализации проявляются и в трудностях в установлении контакта с другими людьми, которые в результате этого воспринимаются как чуждые и враждебные вне зависимости от их намерений. Для таких лиц свойственны психологические механизмы самозащиты: они считают, что поступки, в совершении которых они обвиняются, спровоцированы жертвами, а сами они действовали верно и не должны нести за это ответственность. Выраженность подобных отклонений может быть разной, в результате чего выделяются лица с устойчивой агрессивно-насильственной ориентацией личности, ситуативные преступники, в целом ведущие себя положительно или нейтрально и совершающие преступление под воздействием внешних обстоятельства, а также промежуточный тип, стоящий на грани социально приемлемого.
Среди насильственных преступников много психопатов (по разным оценкам от 30 до 60 %) и лиц с пограничными психическими расстройствами. В числе наиболее криминогенных аномалий психики называют прежде всего алкоголизм, а затем различные расстройства личности: диссоциальное, импульсивное, эмоционально-неустойчивые, параноидные, истероидные, шизоидные.
Психиатр О. Г. Виленский выделяет среди прочих расстройств шизоидное, для которого он считает типичным патологическую гомицидоманию — стремление к убийству, которое «вытекает у этих людей не из бредовых идей или галлюцинаций, а существует само по себе, побуждая искать всё новые жертвы». Он пишет, что достаточно часто именно это расстройство объясняет совершение многих жестоких и безмотивных убийств, в том числе серийных и сексуальных.

## Причины и условия насильственной преступности
Описанные выше характеристики личности насильственных преступников, относительная малость доли преступного насилия и её относительное постоянство, отсутствие выраженного влияния социальных перемен на распространённость насильственной преступности наводит отдельных учёных на мысль о том, что формирование личности преступника по крайней мере, в отношении данной группы преступлений может зависеть от биологической и генетической предрасположенности. Однако всё же общепризнанным является мнение о том, что детерминация насильственной преступности, как и преступности в целом, имеет преимущественно социальный характер: причины и условия преступности лежат в обществе, в котором она существует и которому наносит урон.
В качестве причины насилия в целом называются прежде всего неудовлетворённые социальные потребности. Я. И. Гилинский пишет: "Если неудовлетворённая витальная потребность (в пище, продолжении рода, защите от холода и т. п.) приводит к борьбе за существование, то неудовлетворённая социальная потребность — «к сверхборьбе за сверхсуществование». Э. Ф. Побегайло указывает, что в современном обществе наиболее сильные социальные потребности связаны с социальной стратификацией и социальной мобильностью и именно нарушение социальной мобильности или перекосы в стратификации обуславливают основную массу случаев криминального насилия. Кроме того, этот автор говорит о таких причинах преступного насилия в обществе в целом как миграция, национальный и религиозный экстремизм, вооружённые конфликты.
Помимо общих детерминант преступности (экономических, социальных и нравственных), А. И. Долгова называет следующие причины, непосредственно провоцирующие совершение насильственных преступлений:
- Недостатки в формировании личности, приводящие к преобладанию в её характере таких негативных социальных качеств, как жестокость, озлобленность, зависть, склонность к насилию в повседневной жизни.
- Деморализация, связанная с алкоголизацией и наркотизацией, промискуитетом, обуславливающая возникновение специфических малых социальных групп, в которых единственным способом разрешения межличностных конфликтов становится насилие.
- Националистические, этноцентристские и субкультурные традиции, влекущие разделение общества на «своих» и «чужих», применение насилия в отношении которых в соответствующей социальной среде расценивается нейтрально или даже положительно.
- Пережитки патриархальных представлений о необходимости полного подчинения жены мужу, а детей — родителям, включающие необходимость применения насилия как метода «воспитания» и поддержания авторитета.
- Идеология и стандарты поведения криминальных и криминализованных структур, включающие обязательность применения насилия в определённых ситуациях.
- Представление о большей эффективности насилия как средства достижения социально-политических целей, чем законных методов.
- Мнение о недоступности или неэффективности официальных форм реагирования на нарушения прав и законных интересов граждан, ведущее применение самосуда.

В числе же социальных условий, облегчающих и способствующих действию этих причин А. И. Долгова называет:
- Неэффективную работу многих государственных органов, в том числе правоохранительных, не обеспечивающих гражданам доступных, быстрых и эффективных способов защитить свои права и законные интересы.
- Слабость общественных институтов, призванных сглаживать бытовые конфликты и оказывать содействие их жертвам, что приводит к перерастанию многих таких конфликтов в совершение преступлений.
- Пропаганда насилия средствами массовой информации, смакование в них деталей насильственных деяний, создающее впечатление о распространённости и непобедимости преступного насилия, делающее его привлекательным для желающих самоутверждения субъектов.
- Неразвитость системы социальной профилактики, помощи и реабилитации лиц с психическими аномалиями, алкоголиков, наркоманов.

Важное место в причинном комплексе многих насильственных преступлений занимает также виктимное поведение потерпевших. Указывается, что более половины тяжких насильственных преступлений совершались в конфликтной ситуации, сопровождавшейся «выяснением отношений» нескольких субъектов, и что «только случай определял, кто из них оказывался жертвой, а кто обвиняемым». Особенно это характерно для изнасилований, где существенная часть потерпевших (по данным исследований Г. Б. Дерягина — 40 %) сама провоцирует преступника на сексуальные контакты (как правило, фривольным поведением в ситуации, связанной с совместным употреблением алкоголя с насильником).

## Предупреждение насильственной преступности
Есть два направления борьбы с насильственной преступностью и её предупреждения. Первое связано с оздоровлением общества в целом, уменьшением общесоциальных предпосылок насильственной преступности (общее предупреждение), второе связано с направленным воздействием на составляющие её причинного комплекса (специальное предупреждение). К мерам общего предупреждения насильственной преступности А. И. Долгова относит:
- Создание условий для цивилизованного, правового разрешения конфликтов между гражданами, уменьшения их числа и вредных последствий.
- Повышение культурного и образовательного уровня граждан, обеспечение здоровых условий для формирования личности.
- Социальный контроль, позволяющий осуществлять быстрое реагирование на мелкие правонарушения и социальные конфликты, сглаживающий их последствия и стимулирующий правопослушное поведение.
- Формирование в общественном сознании негативного отношения к насилию как способу разрешения конфликтов, повышение престижа правомерных способов защиты своих прав.

В числе объектов воздействия специальных мер она называет прежде всего криминальную и криминогенную среду, в которой находятся лица молодого возраста (до 29 лет), лиц без постоянного источника дохода и лиц, ранее совершавших преступления. А. И. Долгова называет следующие меры специального предупреждения:
- Воздействие на лиц, злоупотребляющих алкоголем и иными психоактивными веществами с целью ресоциализовать их и побудить к отказу от употребления этих веществ.
- Ресоциализация лиц, освобождённых из мест лишения свободы: их трудоустройство, обеспечение жильём и т. д.
- Коррекция поведения лиц с аномалиями психики, особенно на раннем этапе (в детских учреждениях).
- Создание психологических консультативных центров, направленных на реабилитацию жертв бытового насилия и предотвращение новых посягательств на их интересы.
- Виктимологическая профилактика, призванная по возможности вывести людей из «групп риска», подверженных совершению насильственных преступлений, обучить их навыкам по избеганию опасных криминогенных ситуаций.

Предупреждение насильственной преступности может также осуществляться косвенно, путём воздействия на другие виды преступности. Например, борьба с организованной преступностью влечёт уменьшение общей насильственной преступности, поскольку именно насилие лежит в основе деятельности организованных преступных формирований.
Важное место в системе профилактики насильственных преступлений занимают уголовно-правовые нормы с так называемой двойной превенцией, устанавливающие ответственность за деяния, которые предшествуют совершению тяжких насильственных преступлений в «преступной карьере» большинства опасных преступников: хулиганство, угроза убийством, незаконный оборот оружия и т. д. Фактическая безответственность лиц, совершающих подобные деяния, создаёт у них чувство безнаказанности и приводит к эскалации преступного поведения.

### Учебники
- Криминология: Учебник / Под ред. Н. Ф. Кузнецовой, В. В. Лунеева. 2-е изд., перераб. и доп. М., 2004. 640 с. ISBN 5-466-00019-1.
- Криминология: Учебник для вузов / Под общ. ред. А. И. Долговой. 3-е изд., перераб. и доп. М., 2007. 912 с. ISBN 5-89123-931-0.

### Монографии
- Агрессия и психическое здоровье / Под ред. Т. Б. Дмитриевой и Б. В. Шостаковича. СПб., 2002. 464 с. ISBN 5-94201-107-9.
- Насильственная преступность / Под ред. В. Н. Кудрявцева и А. В. Наумова. М., 1997. 139 с. ISBN 5-88914-081-7.
- Овчинский С. С. Преступное насилие. Преступность в городах. М., 2007. 408 с. ISBN 978-5-16-003139-2.
- Петин И. А. Механизм преступного насилия. СПб., 2004. 343 с. ISBN 5-94201-356-X.